# Косовське національне вбрання

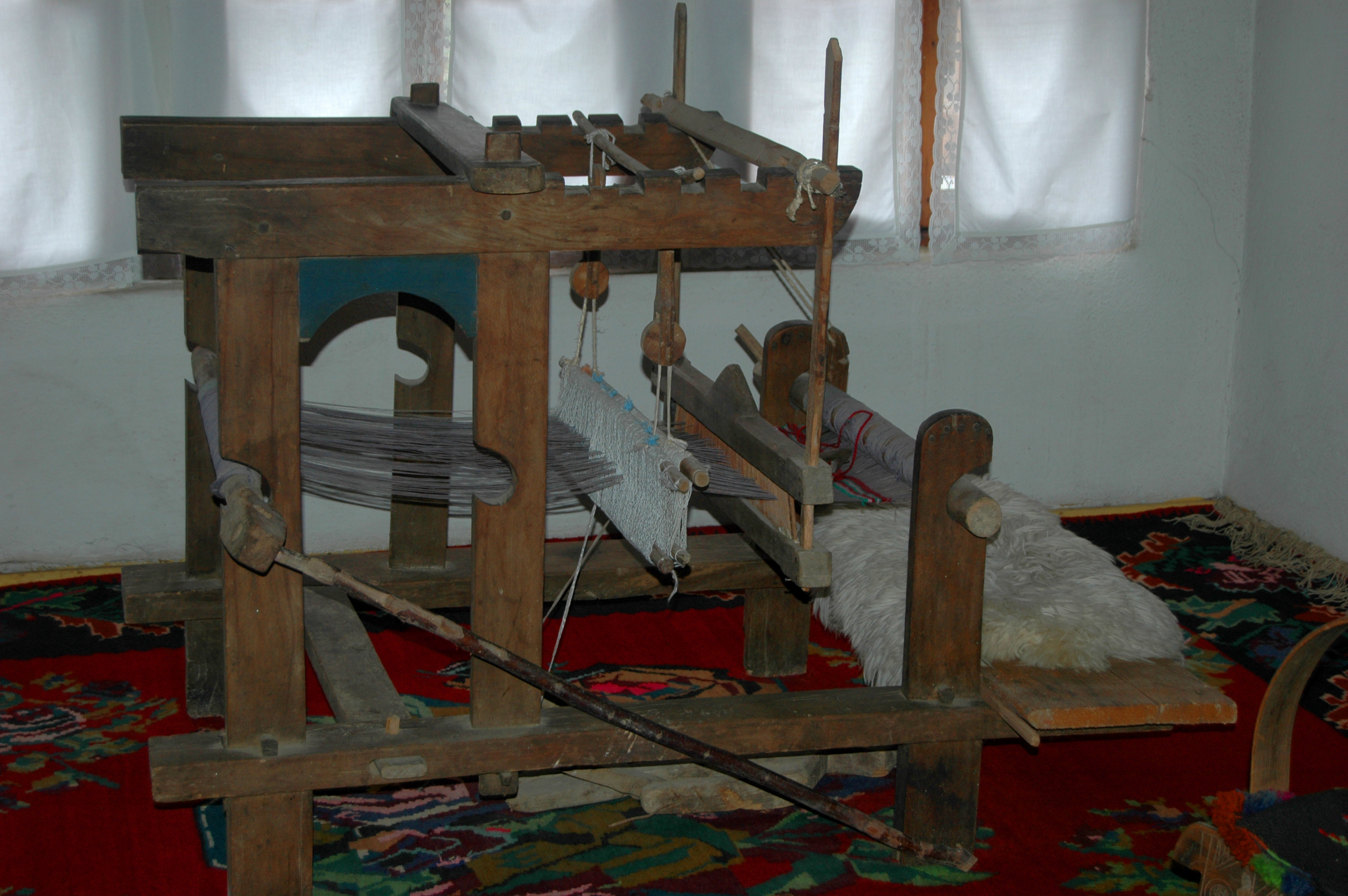
Ткацький верстат век

У даній статті йдеться про національне вбрання Косова, традиція якого бере свій початок з часів Іллірії.
Попри те, що національне вбрання Косова зазнало певних змін протягом своєї еволюції, збереглися його основні символи та мотиви, які відсилають до іллірійських часів. Матеріали та традиційні способи виробництва тканин та костюмів, які використовувалися протягом історії, майже не змінилися. Приладдя, яке використовувалося для виробництва тканин для цього національного вбрання — ткацький верстат — є типово косовським і має назву век (алб. vek, також vegjë). Методи обробки матеріалів та тканин також лишилися незмінними. 
Мотиви та орнаменти косовського традиційного вбрання пояснюються доісторичною релігією, що панувала в цьому регіоні. У ньому часто зустрічаються трикутники, ромби, кола та хрести, відомі як символи здоров'я та родючості. Основних кольорів у національному костюмі Косова три, найсимволічнішим із яких є червоний.

## Історія

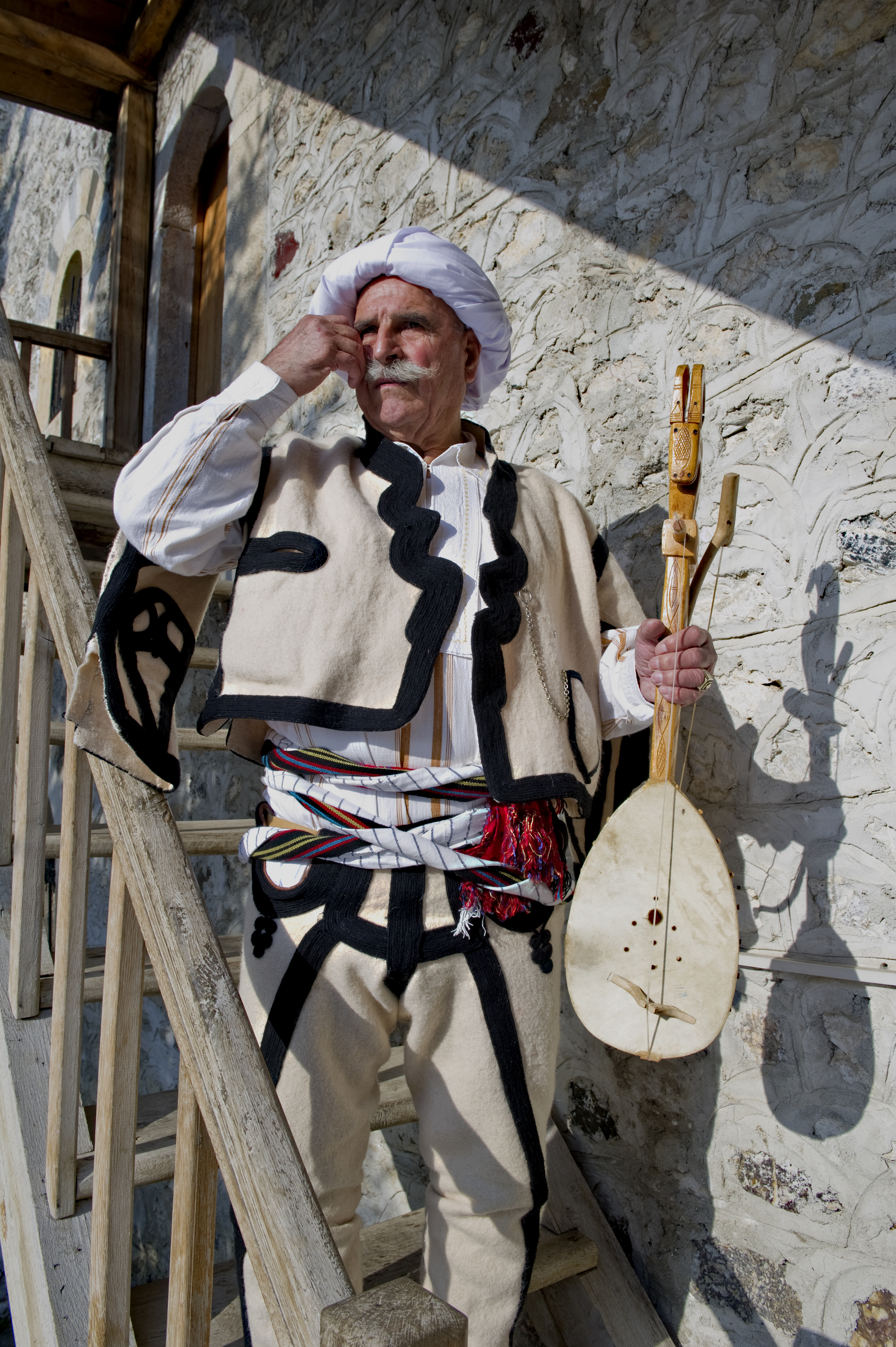
Чоловік із традиційним інструментом лагута, вбраний у традиційний подгурський костюм

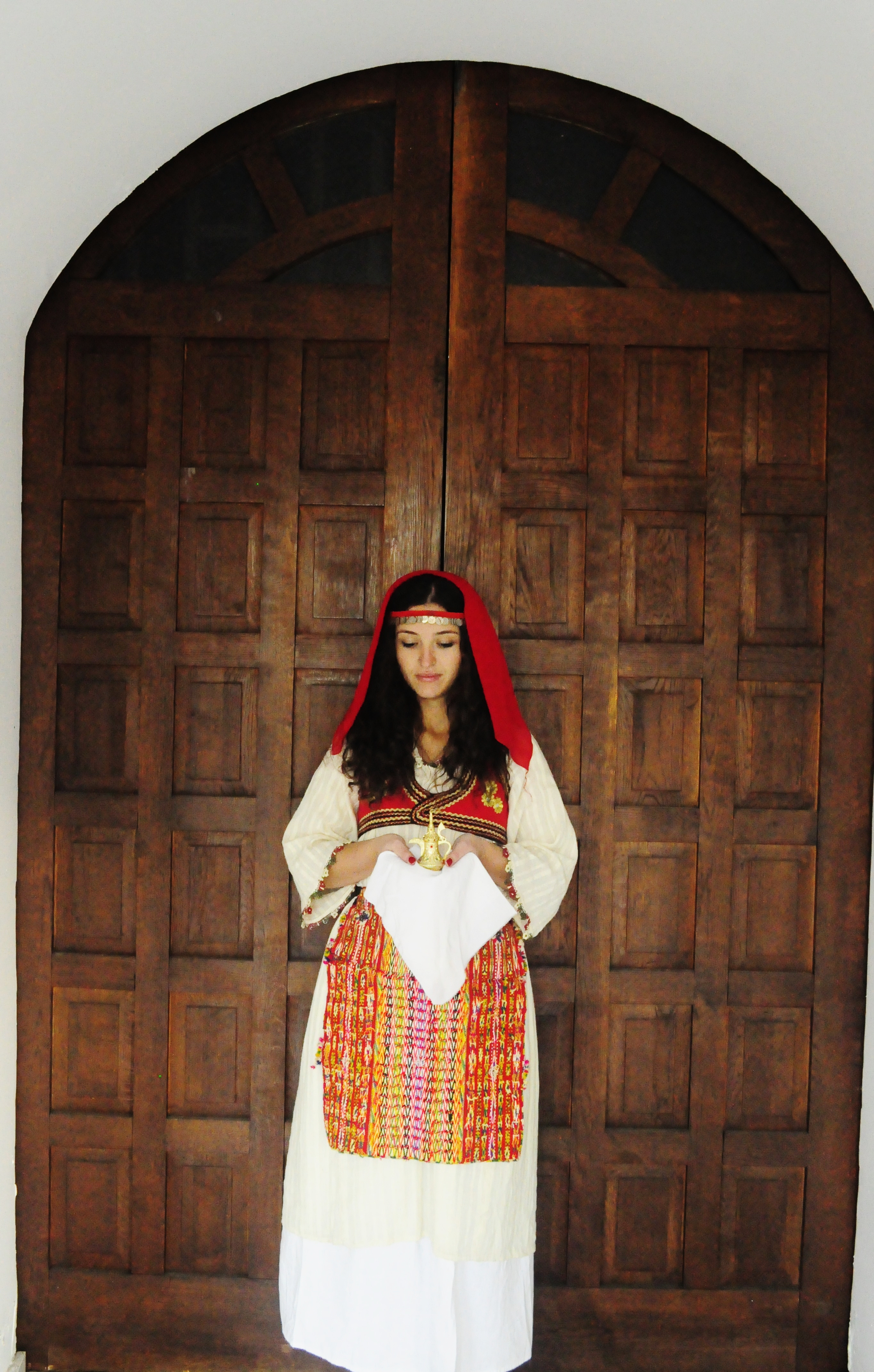
Жіноча версія подгурського костюма

Серед 140 типів традиційних албанських костюмів своєю різноманітністю вирізняється костюм регіону Подгур (алб. Veshja e Podgurit) — саме він є косовським вбранням і має свій вплив по всіх регіонах країни. Цей костюм належав більшості іллірійських та албанських регіонів. До компонентів костюма входять чоловічі та жіночі сорочки із широкими рукавами та вузьким коміром, який застібався на ґудзики, традиційний білий чоловічий капелюх пліс (алб. plis) та шкіряні мокасини опінга (алб. opinga). Згідно із твердженнями археологів Музею Приштини, подгурський костюм бере свій початок у V–IV столітті до н.е. Втім, він також змінювався через різні соціальні та культурні ситуації, технічні винаходи та обмін елементами між етнічними групами. Шляхом польових досліджень стало відомо, що жіночий костюм зазнав морфологічних змін у XIX та на початку XX століття.
Жінки у XIX столітті до свого костюма укладали своє волосся та заплітали його у коси. Також вони носили напівкруглі капелюхи, що були прикрашені дрібними золотими монетами. Навколо капелюха вони носили мереживну стрічку лідсе (алб. lidhëse) завдовжки 60 см, яка пов’язувалася таким чином, щоб покрити волосся. Навколо підборіддя та шиї жінки носили спеціальний матеріал мархама (алб. marhama), вишитий край якого укладався на праве плече і мав назву масдор’я (алб. masdorja). Сорочка мала довжину до п’ят, а її рукави були довгими та широкими (приблизно 35 см), а також вишитими. Окрім цього носилися подібні до фартуків елементи під назвою шт’єллакет (алб. shtjellakët, також pështjellakët та mbështjellakët), які мали великий розмір і невелику ширину та містили геометричні мотиви, наприклад, сокири або кола. Мокасини були виготовлені зі шкіри худоби, зв’язувалися шматками овечої шкіри і мали назву ґоґіште (алб. gogishte). Як пояс носилися шматки вовни під назвою шоке (алб. shokë), зв’язані із використанням верстата: вони були 3 см завширшки і мали вишиту частину, яка зав’язувалася ззаду. Здебільшого вони мали червоний, зелений, жовтий та чорний колір.
Для дітей із заможних родин одяг замовляли у кравців. Починаючи з підліткового періоду, дитячий одяг набуває більшої виразності: у цьому віці хлопчики починають носити капелюхи пліс, у той час, як у холодну пору року вони носили шарфи та традиційні білі вовняні штани тірчє (алб. tirqe). Втім, дитячий одяг здебільшого характеризується своєю простотою: він складається із сорочки довжиною до колін, зробленою із білої тканини, та вертикального шоке коричневого кольору. 
В одязі молоді переважав білий та чорний колір, хоча на жакетах зустрічаються і червоний, жовтий, зелений та коричневий кольори. У холодну погоду молодь також носила капелюх певного типу під назвою капулаце (алб. kapulace): він був зроблений із вовняних ниток, які були підігнані по формі голови та покривали усю голову та обличчя за винятком очей і носа. Жакети також були частиною молодіжного костюму, виготовлялися із сутани та нагадували костюми дорослих. Хлопчики при цьому носили волосся довжиною до плеч.

### Чоловіче вбрання
Чоловіче вбрання свого часу вважалося символом краси; до нього входила сорочка, довгі підштаники тлінат (алб. tëlinat), шарф та тірчє. Костюми дорослих чоловіків відрізнялися у залежності від їх економічного становища. Найбільш символічним був костюм нареченого, символіка якого будувалася навколо початку нового життя. 
Чоловіки Подгурського регіону носили білий напівкруглий пліс та разом із ним шарф із білої тканини, який складався із кількох горизонтальних шоке та пов'язувався навколо пліса, тим самим покриваючи частину голови та вуха. Шарфи чоловіки починали носити приблизно із 40 років. Чоловічі сорочи робилися із горизонтальних шоке коричневого кольору; зараз їх можна побачити рідко, подекуди у гірських регіонах. Поверх сорочок носилися жакети, між рукавами яких, а також на комірі та рукавах були чорні смуги. Сутанний жилет джамадані (алб. xhamadani) мав широкі рукави, був завдовжки до талії, не мав коміра і застібався на застібку. Також він був двополим і мав чорний колір. У холодну погоду зазвичай носили жакет мітані (алб. mitani), також виготовлений із сутани, який надягався поверх жилета та мав довгі рукави, але був без коміра. Чорна смуга на ньому проходила по частинах уздовж рукавів, навколо шиї та уздовж ліктів. Мітані мав розріз від пахв до ліктів, завдяки чому можна було вільно його тримати. З лівої його частини пришивався комір, у якому чоловіки тримали сигари. Мітані також носили молоді хлопці, але у такому випадку він відрізнявся від того, що був призначений для чоловіків старшого віку.
Серед інших традиційних елементів подгурського чоловічого костюма була і джурдія (алб. xhurdia) — одяг, який носили молоді хлопці і який означав гордість. Вона виготовлялася із сутани і шили її здебільшого кравці. Вона мала довгі і вузькі рукави, відкривалася на грудях, мала довжину до талії та мала вільну частину на спині. Окрім джурдії також існувала япанджія (алб. japanxhija), яку носили пастухи, але її могли носити й інші у випадку поганої погоди або довгих подорожей. Вона виготовлялася із білої сутани і містила чорні смуги, а також не мала рукавів та була завдовжки до п'ят; її ширина залежала від довжини та уся япанджія в цілому мала мати форму конуса.
Окрім пояса, також носили червону шоке, яка була старішою за кольорову. ЇЇ довжина мала бути достатньою для того, щоб обмотати її навколо талії п'ять разів. Довгі підштаники тлінат були виготовлені з льону, на що вказує і їхня назва. Пізніше тканину для них також виготовляли на верстаті. Їх краї були вишиті та були 20 см завдовжки. Влітку чоловіки носили тлінат разом із сорочкою, яка називалася тіре (алб. tire). Тоді шоке зав'язувалася навколо талії і сорочка нагадувала кілт. Штани тірчє виготовлялися із сутани, якість якої варіювалася і згідно із якої можна було визначити економічне становище їх власника. Втім, традиційно у Подгурі носили білі тірчє із чорними нитками; чорні штани рідко носили молоді хлопці, але здебільшого їх носіння було непопулярним через те, що штани чорного кольору носили вночі для того, щоб не привертати до себе увагу. Шкарпетки, які носили чоловіки у цьому регіоні, робилися із овечої вовни і подекуди мали довжину до колін. Деякі люди поверх таких шкарпеток носили короткі шкарпетки месте (алб. meste), які виготовлялися із вовни та бичачої шкіри, у той час, як мокасини робилися із овечої шкіри. Після Другої світової війни мокасини виготовлялися із ниток та бавовни і мали іншу назву замість опінга — юрнек (алб. yrnek).
Чоловіки носили багато аксесуарів, зокрема перстні, кишенькові годинники (алб. qystek të sahatit) тощо. До чоловічих аксесуарів також належала зброя, найпоширенішим видом якої був револьвер.
Загалом костюм старих чоловіків характеризувався простотою. Найважливішим елементом їхнього костюму був жилет ґоджуфі (алб. goxhufi), виготовлений із ягнячої шкіри. Він не мав рукавів і інколи сягав довжиною до колін. Його можна було вивертати відповідно до погодних умов.

### Жіноче вбрання

#### Одяг дівчат

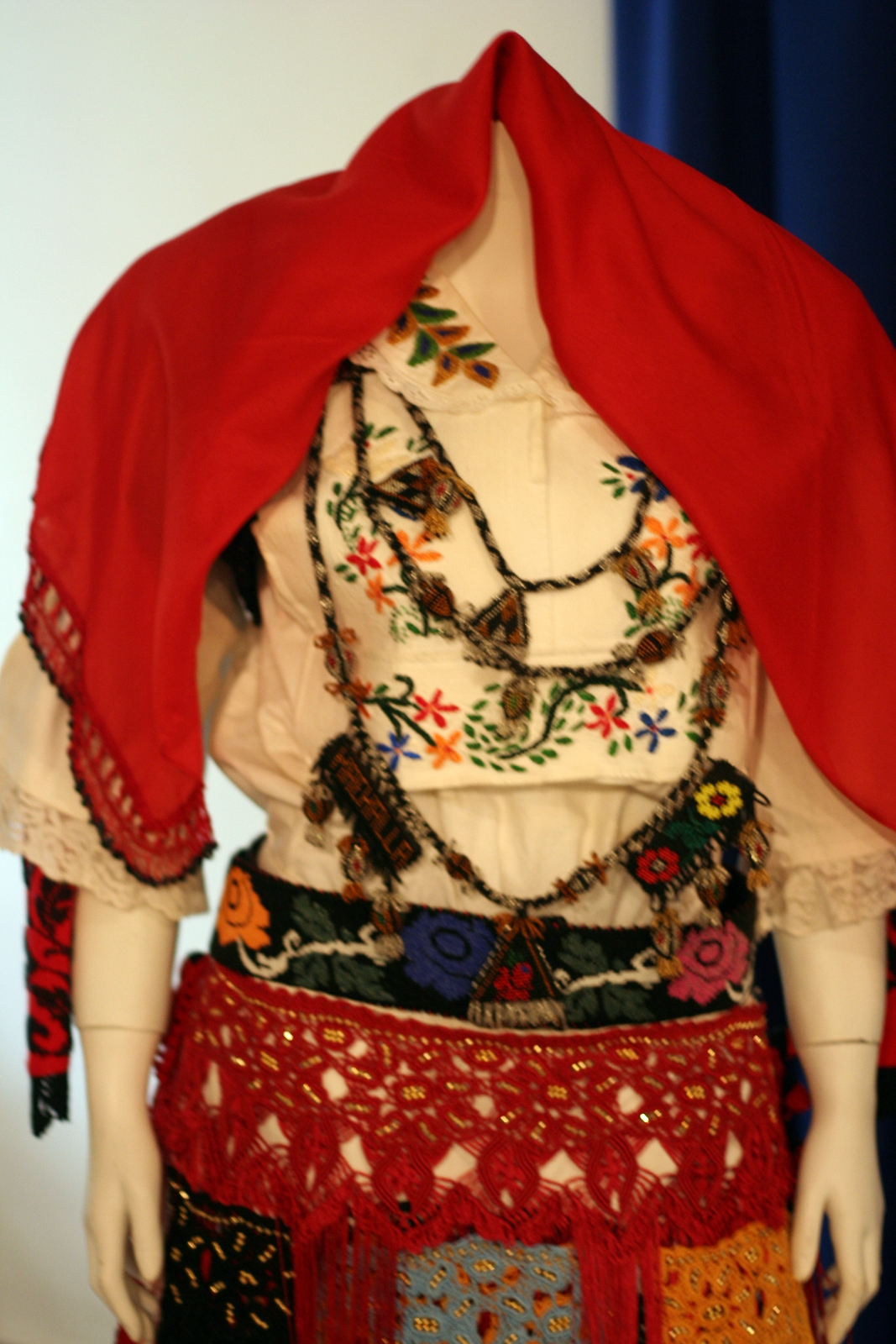
Костюм молодої дівчини. Квіткова вишивка символізує молодість та життєву силу

Попри те, що костюми юних дівчат не вважалися особливо специфічними та унікальними порівняно із костюмами дорослих жінок, вони все є пройшли низку трансформацій протягом свого існування. Частиною вигляду дівчат була зачіска, яка нагадувала зачіску хлопців. Сорочки, які вони носили, були подібні до сорочок дорослих жінок, хоча мали простіший вигляд. Дівчата також носили вовняну вузьку спідницю пшт'єлци (алб. pështjellci) завдовжки до колін; протягом останніх років ці спідниці також виготовляються з льону. По краях спідниця була прикрашена квітковою вишивкою, яка символізує молодість та життєву силу. Мокасини дівчат були подібними до тих, які носили дорослі жінки. 
Традиційне вбрання молодих дівчат не збереглося у повному вигляді через модернізацію та усучаснювання.

#### Одяг жінок
Одяг дорослих жінок зазнав змін здебільшого у період між Першою та Другою світовими війнами. Напівкруглі капелюх із золотими монетами та вишивкою були замінені мереживом лідса (алб. lidhsa); у регіоні Істок ці мережива мали назву хотоз (алб. hotoz). Сорочка із тканини також зазнала змін: замість неї частіше носили сорочку кміша-е-арс (алб. këmisha e arrës), яка також була частиною традиційного чоловічого костюма. Рукави були укорочені до ліктів і також звузилися. Коли рукави сорочки стали коротшими, почалося використання спеціальних вовняних елементів під назвою менгет (алб. mëngët), яка закривали руку від долоні до ліктя. Часто вони мали різні кольори.
Змін зазнав і жакет мітані: він мав довгі рукави і вузький комір; також він був довжиною до талії і мав насичений пурпуровий колір. Зазвичай його замовляли у кравців. Жилет, який є відносно новим елементом у традиційному жіночому вбранні, не мав рукавів і коміра, але був прикрашений сонячними та місячними мотивами. Матеріал для цих жилетів був відомий під назвою цоха (алб. coha) і його продавали кравці із Печа, Косовської Митровиці та Джяковиці. Під час подорожей жінки носили вовняні жакети під назвою ґуна (алб. guna); ці жакети мали довжину до колін і широкі рукави, а частини уздовж шиї були вишиті чорними нитками. Також жінки носили хутряний одяг під назвою ґала (алб. gala), який інколи виготовлялися з овечого руна та не мав рукавів. Підштаники тлінат здебільшого лишалися такі самі, окрім шматків товстішого матеріалу, які покривали коліна і мали назву камзаве (алб. kamzave): зазвичай вони прикрашалися різноманітною вишивкою.
До традиційного жіночого вбрання також входило багато прикрас, наприклад, сережок, браслетів та каблучок.

#### Одяг старших жінок
Різниця між костюмом старших та молодших жінок полягала у тому ж, у чому відрізнялися костюми старших і молодших чоловіків: його головною характеристикою була простота. Окрім різниці між віковими групами, костюм також змінювався залежно від подій, на яку його вдягали. На весілля та інші свята вдягалися нові речі, у той час як на похорони носили спеціальний костюм під назвою веш'я-е-харцит (алб. veshja e Harcit).

## Типи традиційного одягу Косова

### Жіноче вбрання
Жіночий одяг у регіонах Косова зберігся краще, ніж чоловічий. Нижче представлено регіональні варіанти косовського жіночого вбрання.

#### Костюмпшт'єлак (рështjellak)
Найвідомішим вбранням був пшт'єлак (алб. pështjellak), який складався із довгої білої сорочки та двох білих фартуків пшт'єллак: спереду та сзаду. Передній фартук, пшт'єлаку-і-парме (алб. pështjellaku i parmë), мав таку ж довжину, що і сорочка, та мав підкреслювати фігуру жінки. Задній фартук, пшт'єлаку-і-пасм (алб. pështjellaku i pasëm) був коротшим за передній.
До інших компонентів цього костюма входили традиційна білизна тлінат (алб. tëlina't), короткий вишитий жилет єлеку (алб. jeleku), широкий вовняний пасок для талії шоке (алб. shokë), традиційні чорні шкарпетки та різнокольорові хустки на голову. Також дуже популярними були різні прикраси: золоті та срібні намиста, браслети та каблучки. Шкарпетки традиційно мали чорний колір і носилися разом із взуттям опінга (алб. opinga), яке виготовлялося зі шкіри різних тварин.

#### Костюмджублета (хhubleta)
Іншим не менш відомим костюмом є костюм джублета (алб. xhubleta). Джублета — це хвиляста спідниця у формі дзвона, яка підтримувалася на плечах двома пасками та носилася поверх білої лляної сорочки з довгими рукавами. Вона складалася із двох чорних пасків та матеріалу, який зазвичай був вельветом і мав коричневий колір. Шкарпетки і взуття були такими ж, як і в костюмі пшт'єллак. У регіоні Ругова (захід Косова) костюм джублета носили особливо часто після Другої світової війни.

#### Костюм регіону Дукаджін (Метохія)
Костюм регіону Дукаджін (алб. veshja e Dukagjinit) складався із довгої білої сорочки, яка також мала довгі рукави. Білизна тліна для нього також виготовлялася із бавовни, але була яскраво вишита по краях. У цьому костюмі жінки носили декорований золотою вишивкою жилет без рукавів, який розкривався спереди і застібався красивими застібками. Характерними для цього костюма також були два фартуки пшт'єлак. Шкарпетки для цього костюму виготовлялися з вовни, а взуття опінга — зі шкіри худоби. Орнаменти, якими прикрашався костюм у цьому регіоні, були зоологічними, ботанічними та геометричними; мотиви із зображенням змій, півнів та Сонця відсилали до давніх вірувань ілірійських язичників.
Костюм відрізнявся для наречених: на рукавах їх вбрань вишивалися асиметричні візерунки різних кольорів.

#### Костюм регіону Гас (Has)

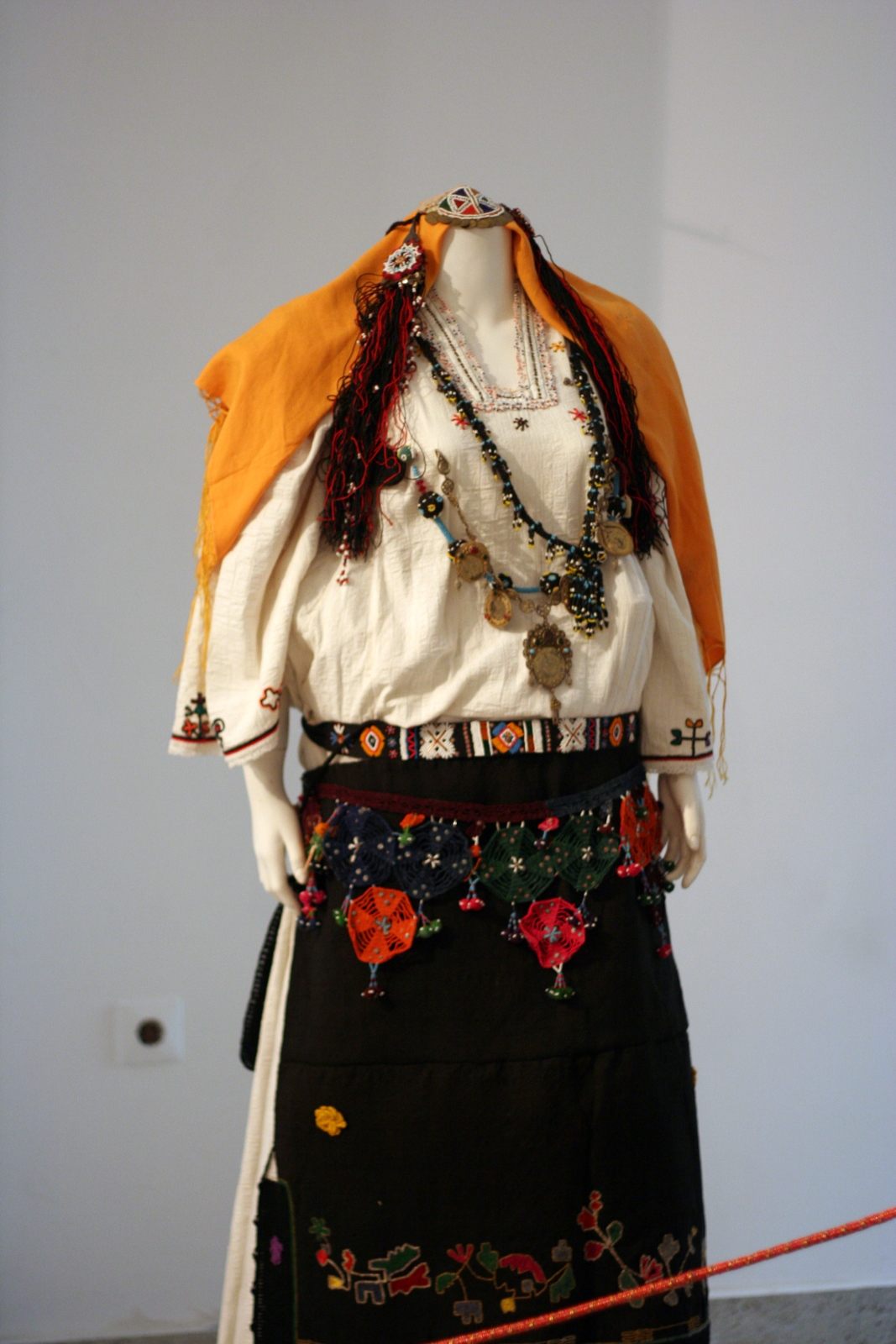
Жіночий костюм регіону Гас

Вбрання південного регіону Гас є одним із найбільш характерних у Косово. Його часто можна зустріти і в наші дні, оскільки він пережив трансформації і прийняв зміни європейських стилів.
Головними компонентами цього костюму є біла сорочка і довга біла сукня із льону. Білизною використовувалися довгі білі панталони, а традиційний фартук пшт'єлак був дещо ширшим, ніж в інших регіонах. Жилет єлек був прикрашений намистинами, які здебільшого мали червоний колір; також він міг містити золоті нитки. Для офіційних подій жінки цього регіону вдягали невеликі капелюхи, прикрашені намистинами та золотом. Шкарпетки у цьому костюмі, на відміну від інших, були білими.

### Чоловіче вбрання

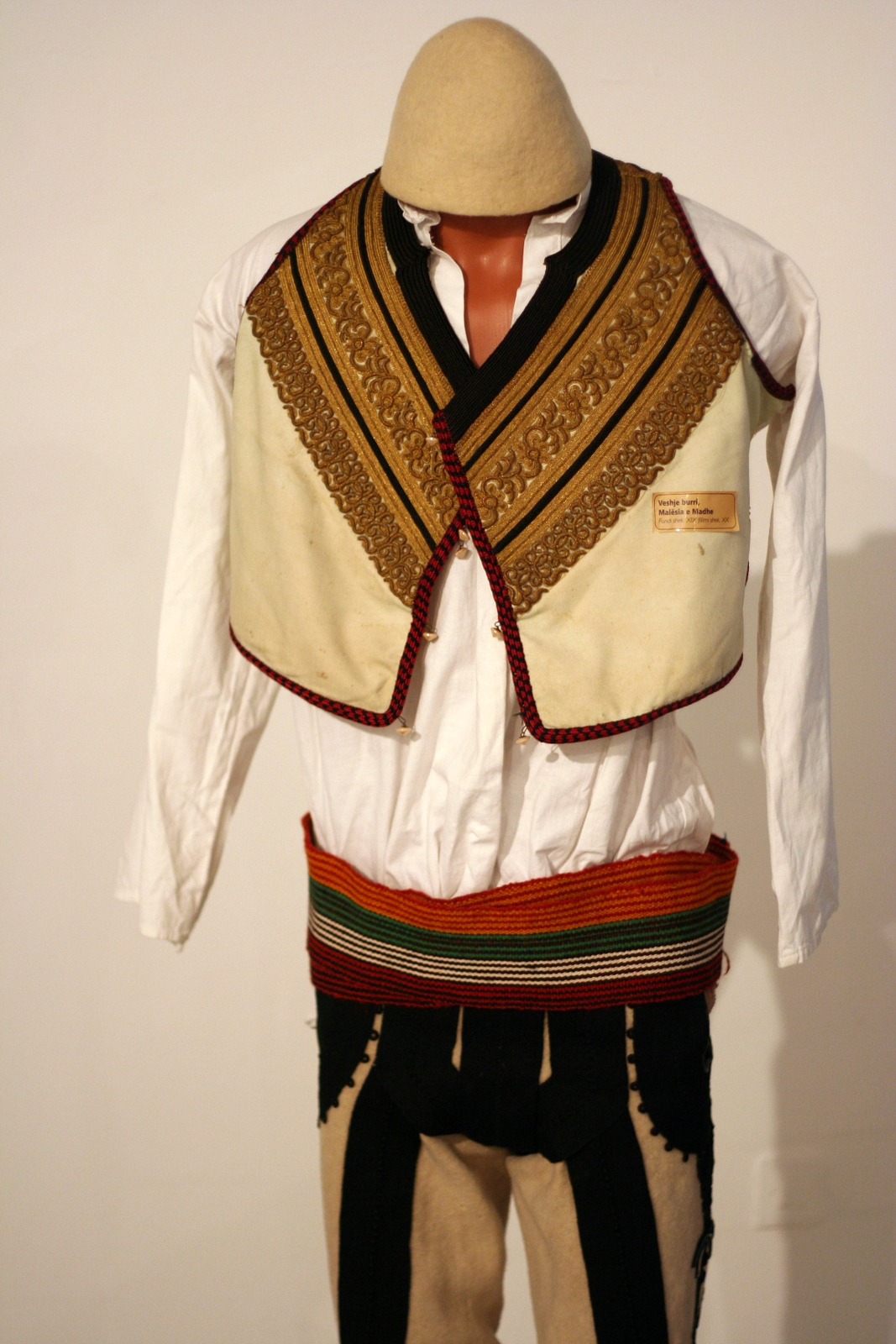
Чоловічий костюм тірчі

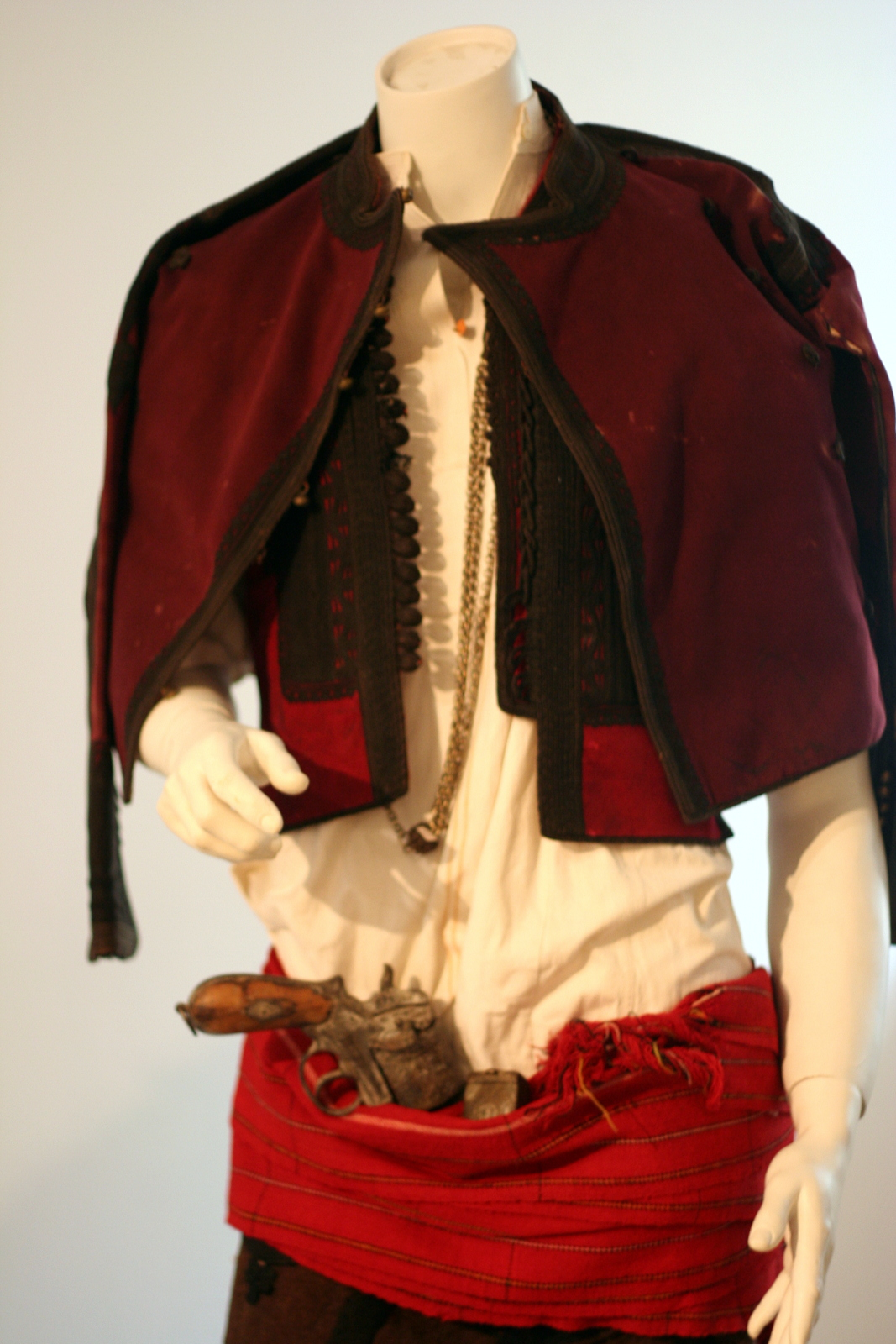
Чоловічий мітан, джамадан, шоке та декоративний револьвер

Чоловіче вбрання збереглося менше, проте протягом часу воно стало вважатися більш одноманітним; чоловічі костюми варіювались у залежності від регіону не так багато, як жіночі. Популярним елементом чоловічого костюму до Першої Балканської війни 1914 року була спідниця фустанелла (алб. fustanelle).
Найбільш популярним був костюм тірчі (алб. tirqi). Повний костюм мав багато елементів, подібних до тих, що містилися у жіночому костюмі (біла сорочка, тліна, шоке, шкарпетки, опінга та жилет єлек), але самі вовняні білі штани тірчі були притаманні лише чоловічому костюму. Сорочка та блізина тліна також були винятково білими. Комір сорочки мав форму літери Т, а її рукави прикрашалися простою вишивкою білого кольору. Поверх неї чоловіки носили або жилет єлек, або джамадан (алб. xhamadan) — традиційний вовняний жилет, який зазвичай мав білий колір, але також виконувався і в темних кольорах. Серед чоловічих аксесуарів були зокрема гайтан (алб. gajtan) — довга чорна стрічка, прикрашені ґудзики на жилетах та металічні застібки. Ці жилети кроїлися таким чином, щоб їх власник міг вільно рухати руками, тому їх рукави заходили назад. Костюм тірчі завжди був розшитим чорними нитками навколо талії, кишень та по довжині. До цього костюму також вдягалися білі шкарпетки та взуття зі шкіри худоби; на голові чоловіки носили капелюхи пліс, вовняні кашкети та довгий білий шарф мархама (алб. marhama), який обмотувався навколо голови і шиї та покривав пліс. Мархама також походить з іллірійських часів. До інших аксесуарів належав золотий ланцюг чюстек (алб. qystek), який надягався через плечі, кишеньковий годинник сахаті (алб. sahati), портсигар із різьбленою запальничкою та різноманітні срібні перстні. Подекуди у своїх шоке чоловіки носили зброю.
Відмінності, які чоловічий костюм мав у залежності від регіону, були невеликі — костюм міг бути тіснішим або вільнішим, шви вишивки могли бути товстішими або тоншими. Деякі прикраси також свідчили про певний соціальний чи економічний статус, а також про положення у соціальній ієрархії: наприклад, 3 золоті нитки у тірчі свідчили про целібат власника, 12 золотих ниток зустрічалися у весільному костюмі, а 24 золоті нитки означали заможність і владу та часто зустрічалися у костюмах старших чоловіків.

## Традиційний одяг Косова за регіонами

### Лапськийкостюм
Лапський костюм представлений у регіоні Подуєво на північному сході Косова. Традиція цього костюма не пережила модернізації одягу і компоненти цього костюма фактично перетворилися на артефакти. Остання версія цього костюма, за спогадами, складалася із штанів тірчє для чоловіків та фартука пшт'єллак для жінок. Інші компоненти цього костюма буди дещо подібні до одягу інших регіонів (тірчє, єлек, шока, пліс, мархама), а також мали спільні з ними аксесуари: наприклад, чюстек (алб. qystek) — кишеньковий годинник та різьблений металічний портсигар для чоловіків та пшт'єллак, білі сорочки, тліна, шока, опінги та хустки на голову для жінок. Жінки у цьому регіоні зазвичай носили більше аксесуарів та прикрас порівняно з іншими регіонами Косово, а їх сорочки були більше вишиті яскравими кольорами. Як чоловічий, так і жіночий одяг відображав соціально-економічне становище його власника через матеріали, кількість вишивки, кольорову гаму та кількість золотих ниток, вшитих на спині сорочки. Декілька зразків цього костюма зараз зберігаються в Історичному музеї Приштини.

### Карадацькийкостюм

#### Чоловіче вбрання
Чоловіча версія карадацького костюма складається із сорочки, тлінат, жилету, мітані, джурдії, хутра, шкарпеток, мокасин, пліса та різних аксесуарів, наприклад, кишенькових годинників, портсигарів та зброї. Шоке для хлопчика мала біліший колір та містила багато вишивки, у той час, як у старших чоловіків вона була коричневою. Сорочки хлопців та старших чоловіків також відрізнялися за шириною та довжиною. Шкарпетки у хлопців були кольоровими. Штани тірчє для молодих хлопців та шанованих чоловіків були чорними.

#### Жіноче вбрання
У наш час в цьому регіоні мусульманки та християнки носять т.зв. веш'є-ме-дімі (алб. veshje me dimi) — традиційні вишиті штани подібні до панталон. Одяг, який жінки тут носять зараз, є подібним до того, який носили у другій половині XIX століття: він складається із тліни, дімі, сорочки, жилета, мітані, пшт'єллака, шкарпеток, мокасин, хустки на голову та прикрас, зокрема, сережок, браслетів, каблучок, намист та застібок. Веш'є-ме-дімі складається із хутрового пшт'єллака, який є найважливішим елементом костюма, та шовкової або бавовняної сорочки.